# Mariïnsk
Mariïnsk (en rus: Мариинск) és una ciutat de l'óblast de Kémerovo, a Rússia, que el 2019 tenia 38.209 habitants, és la seu administrativa del districte homònim. Es troba a la riba esquerra del riu Kia, afluent del riu Txulim.

## Història
Després de Novokuznetsk, Mariïnsk és la ciutat més antiga de l'óblast de Kémerovo. El poble de Kia hi fou fundat el 1698, al camí que duu a Moscou. La vila accedí a l'estatus de ciutat el 1856, però durant l'any següent encara mantingué el nom de Kia. El 1857 fou rebatejat en honor de Maria Aleksàndrovna, emperadriu d'Alexandre II de Rússia. L'estiu del 1891, durant la construcció del ferrocarril transsiberià a l'óblast de Tomsk, el tsarévitx hereter Nikolai Aleksàndrovitx visità Mariïnsk. La ciutat es troba a la línia del Transsiberià.